# Margarete Sachse
Adelheid Martha Auguste Margarete Sachse (* 24. Mai 1897 in Zehlendorf; † 31. Januar 1948 im Speziallager Sachsenhausen) war eine deutsche Schauspielerin bei Bühne und Film.

## Leben und Wirken
Margarete Sachse war eine Tochter des Kaufmanns Hermann Sachse und der verwitweten Martha Breisacher, geb. Paulich. Drei Jahre nach ihrer Geburt heirateten ihre Eltern. Nach dem Besuch des Lyzeums erhielt Margarete Sachse ihre schauspielerische Ausbildung bei Friedrich Moest an der Reicherschen Hochschule für dramatische Kunst. In den Jahren der Weimarer Republik spielte sie zunächst Theater in der Provinz (Erfurt, Hildesheim, Landsberg an der Warthe, Meiningen, Magdeburg), ehe sie 1928 nach Berlin kam und gegen Ende der Stummfilmzeit auch vor die Kamera trat. Ab den 1930er-Jahren sind keine Bühnenfestengagements mehr feststellbar, stattdessen wirkte Margarete Sachse mit kleinen Rollen in zahlreichen Filmen mit. Meist war sie auf treudeutsche Kleinbürgerinnen abonniert und spielte mal eine Sekretärin, dann eine Lehrerin, eine Nachbarin, eine Garderobiere, eine Souffleuse oder eine Bürovorsteherin. Sie stand 1944 in der Gottbegnadeten-Liste des Reichsministeriums für Volksaufklärung und Propaganda.
Unter Bezichtigung der Agententätigkeit für einen ausländischen Geheimdienst wurde Margarete Sachse am 20. Januar 1947 von einer Operativgruppe des MWD verhaftet und in die Zentrale Untersuchungshaftanstalt in Berlin-Hohenschönhausen eingeliefert. Von einem Militärtribunal wurde sie zu 15 Jahren Haft verurteilt und am 8. April 1947 in das Speziallager Sachsenhausen überstellt. Dort starb sie Ende Januar 1948. Als offizielle Todesursache wurde eine Blutvergiftung dokumentiert, die durch eine Gangrän an der großen Zehe hervorgerufen wurde.

## Filmografie
- 1928: Flucht vor blond
- 1929: Ich hab’ mein Herz im Autobus verloren
- 1930: Va banque
- 1931: Der Hellseher
- 1931: Ronny
- 1931: Emil und die Detektive
- 1932: Jonny stiehlt Europa
- 1933: Ein Unsichtbarer geht durch die Stadt
- 1933: So ein Flegel
- 1933: Wenn ich König wär!
- 1934: Ich heirate meine Frau
- 1934: Blutsbrüder
- 1934: La Paloma
- 1934: Ihr größter Erfolg
- 1935: Den Zahn laß Dir man ziehen (Kurzfilm)
- 1936: Die unmögliche Frau
- 1936: Mit Vollgas in die Ehe (Kurzfilm)
- 1936: Münchhausens neuestes Abenteuer (Kurzfilm)
- 1937: Der Mann, der nicht nein sagen kann
- 1939: Die goldene Maske
- 1939: Wir tanzen um die Welt
- 1940: Wie konntest Du, Veronika!
- 1941: U-Boote westwärts!
- 1941: Leichte Muse
- 1942: Der große Schatten
- 1943: Die schwarze Robe
- 1944: Das Hochzeitshotel